# Скатертью дорога
Скатертью дорога — восьмой альбом группы Монгол Шуудан вышедший в 2001 году под лейблом «Мистерия Звука».

## Создание
Запись альбома заняла около двух лет.
В альбом вошло четырнадцать абсолютно новых на тот момент треков и ни одного бонус-трека из старого, характерного для группы творчества. Песни затрагивают как традиционную анархистскую тематику, так и современные на тот момент темы.
Валерий Скородед вспоминал, что ему пришлось проделать огромную работу над текстами песен для этого альбома, продумывая их до мельчайших подробностей:

…Я реально долго сидел над этими текстами. Наваял, наверное, в общей сложности страниц 50… Для меня мелодию написать гораздо легче, чем к ней уже присобачить стих. Тем более, что русский менталитет требует, чтобы ты этим стихом обязательно что-то доносил. Да что говорить, «Скатертью дорога» был совершенен в стихах…

«Скатертью дорога» стал последним альбомом группы, в котором принимали участие Александр Риконвальд и Владимир Дягель.
После выхода этого альбома группа «Монгол Шуудан» в очередной раз распалась: в 2002 году Владимир Дягель и Александр Риконвальд покинули коллектив и создали собственную группу — «Дягель & Монголы». По словам Валерия Скородеда, который из-за внутренних конфликтов предвидел скорое расставание с этими музыкантами, название альбома стало символичным.

## Оценки
В 2004 году Денис Ступников из интернет-издания KM.RU назвал альбом «Скатертью дорога» самым сильным диском группы, который тем не менее не получил «должного резонанса».

## Список композиций
1. Матросик
2. Отрава
3. Ю-Ю…
4. Света
5. Е-Е
6. Песня Падшего Ангела
7. Глухонемой
8. Дед Мороз
9. Костровая
10. Во Дела!
11. Птицы
12. 18
13. Знамёна
14. Никогда